# Augustin ou Le Maître est là

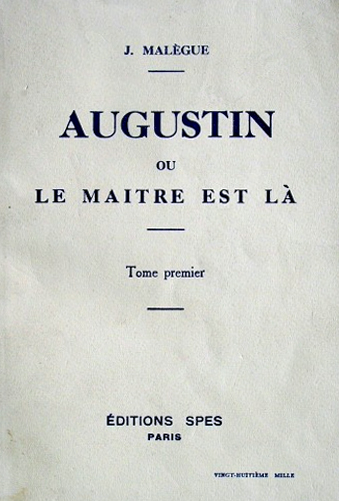
Cover von Band 1 von Augustin ou Le Maître est là von Joseph Malègue. (1. Auflage 1933, Neuauflage 1940).

Augustin ou Le Maître est là ist ein französischer Roman von Joseph Malègue, erschienen 1933. Das Werk gilt als einer der bedeutendsten französisch-katholischen Romane des 20. Jahrhunderts.

## Inhalt und zentrale Motive
Hauptfigur ist Augustin Méridier, begabter Sohn eines Lehrers aus der Auvergne, der gegen Ende des 19. Jahrhunderts geboren wird. Malègue zeichnet Augustins Lebensweg vom Kind bis zum Tod: Seine geistige Entwicklung wird geprägt von Liebe, Freundschaft, intellektuellem Streben, Zweifeln und Suchbewegungen zwischen Glauben und moderner kritischer Vernunft. Augustin erlebt die Verunsicherung durch die moderne Bibelkritik (Stichwort: „Krise des Modernismus“ in der katholischen Kirche), verliert seinen Kindheitsglauben, sucht diesen aber in intellektueller Auseinandersetzung und durch Erfahrung von Leid sowie Liebe zurückzugewinnen.

## Aufbau und Stil
Der Roman umfasst rund 900 Seiten und gliedert sich in mehrere große Abschnitte: Kindheit und Jugend, Studienzeit in Paris (École normale supérieure), Karriere, Liebesgeschichte mit Anne, Krankheit und eine existenzielle Glaubenskrise. Der Stil zeichnet sich durch psychologische Tiefe sowie dichte, oft impressionistische Schilderungen von Landschaft, innerer Entwicklung und religiösen Empfindungen aus.

## Philosophie und Theologie
Zentrales Thema ist das Verhältnis von Glauben und Vernunft, das für Augustin zur Lebensfrage wird. Der Roman reflektiert intensiv die Herausforderungen durch den modernen Rationalismus und die historisch-kritische Bibelauslegung für die katholische Theologie. Malègue hebt den Wert des Intellekts auf dem Glaubensweg hervor, sieht für die Rückgewinnung des Glaubens aber auch emotionale und existentielle Erfahrungen als wesentlich.

## Bedeutung und Rezeption
Augustin wurde noch zu Zeiten seiner Veröffentlichung vielfach anerkannt. Autoren wie François Mauriac und Paul Claudel lobten das Werk. Heute gilt es als tiefgründige Darstellung der existenziellen Krisen moderner Intellektueller im katholischen Milieu – ein „katholischer Proust“, der aber weitaus mehr als eine Verkörperung katholischer Frömmigkeit darstellt. Seit 2014 ist das Buch auch wieder vermehrt im Fokus des Interesses, unter anderem weil Papst Franziskus auf das Werk Bezug nahm.
Der Roman gilt als ein Höhepunkt der katholischen Literatur-Renaissance der Zwischenkriegszeit in Frankreich. Er vereint Roman d’idées, Bildungsroman, Liebes- und Entwicklungsroman und reflektiert über die schwierige Lage des Glaubens im 20. Jahrhundert.

## Ausgaben und Übersetzungen
Augustin wurde mehrfach neu aufgelegt und in verschiedene Sprachen (u. a. Italienisch, Polnisch, Spanisch, Deutsch) übersetzt.